# Remember the 50's
Remember the 50's är ett samlingsalbum från 1996.

## Låtlista
1. Do You Wanna Dance - 2:28
2. Blue Suede Shoes  - 2:16
3. Send Me The Pillow - 2:26
4. To Be Loved - 2:29
5. Stagger Lee - 2:22
6. Tequila - 2:13
7. Charlie Brown - 2:17
8. Smoke Gets In Your Eyes - 2:31
9. Tears On My Pillow - 2:09
10. It's All In The Game - 2:37
11. Great Balls Of Fire -  1:53
12. Come Go With Me - 2:37
13. Reveille Rock - 2:22
14. I Believe - 2:18
15. Alone - 2:14
16. Walkin' My Baby Back Home - 2:23
17. Be Bop A Lula - 2:42
18. Rockin' Robin - 2:35